# Marina Masoni
Marina Masoni (Lugano, 25 luglio 1958) è un'avvocata, politica e notaia svizzera, già Consigliera di Stato del Canton Ticino iscritta al Partito Liberale Radicale.

## Biografia
Figlia di Franco Masoni, avvocato, poeta, già deputato al Gran Consiglio ticinese e al Consiglio degli Stati, dopo le scuole obbligatorie e il liceo di Lugano, consegue la licenza in diritto all'Università di Zurigo ed in seguito assume il ruolo di assistente alla cattedra di diritto internazionale privato presso lo stesso ateneo. In seguito ottiene il brevetto di avvocato e notaio e torna in Ticino dove lavora nello studio di famiglia Masoni-Fontana fino al momento della sua elezione in Consiglio di Stato nel 1995. Sposata con il dermatologo dottor Francesco Pelloni, e madre di Giacomo nel 1999.
Fu la prima donna eletta nell'esecutivo ticinese. Prima di quest'elezione era già attiva da diversi anni in politica: dal 1988 al 1990 aveva presieduto la Gioventù liberale radicale svizzera; dal 1987 al 1995 venne eletta deputata al Gran Consiglio. Nel Consiglio di Stato rimane fino al 2007, ricoprendo la carica di direttrice del Dipartimento delle finanze e dell'economia e presiedendo l'esecutivo nel 1998, nel 2000 e nel 2005. Nel 2004 viene chiamata alla vicepresidenza del Partito Liberale Radicale svizzero, carica che ha ricoperto sino al 2006.
Nel corso dell'ultima legislatura in particolare fu oggetto di numerose accuse legate a questioni fiscali (di cui lei stessa era responsabile dipartimentale) che ne hanno definitivamente segnato la sua carriera politica. Recentemente è stata accusata dal suo successore Laura Sadis di aver trafugato 12 anni di documenti del Dipartimento finanze-economia, accusa che viene però smentita dall'interessata. Rischiando di essere accusata di sottrazione di documenti e di violazione del segreto d'ufficio, si dice disposta a fornire una copia di tutto quanto venisse richiesto in modo specifico.
In seguito vi sono stati alcuni incontri tra l'interessata e membri del governo per risolvere la questione, che però non sarebbero andati a buon fine per cui il governo ha incaricato un legale di proseguire la vertenza. In data 4 giugno 2014 la Pretura di Bellinzona si esprime finalmente qualificando il possesso di questi documenti come “clandestino ed equivoco”. In data 30 giugno 2015 la Masoni restituisce l'archivio trafugato, rispettando il termine della magistratura, a 8 anni dal fatto. Le sue vicissitudini sono state spesso al centro della satira politica del quindicinale satirico Il Diavolo. Dal 2007 al 2010 fu attiva nella direzione della banca privata Wegelin & Co, direttrice nella sede di Lugano, dimissionaria nell'agosto 2010.